# Marktplatz 2 (Weißenburg)

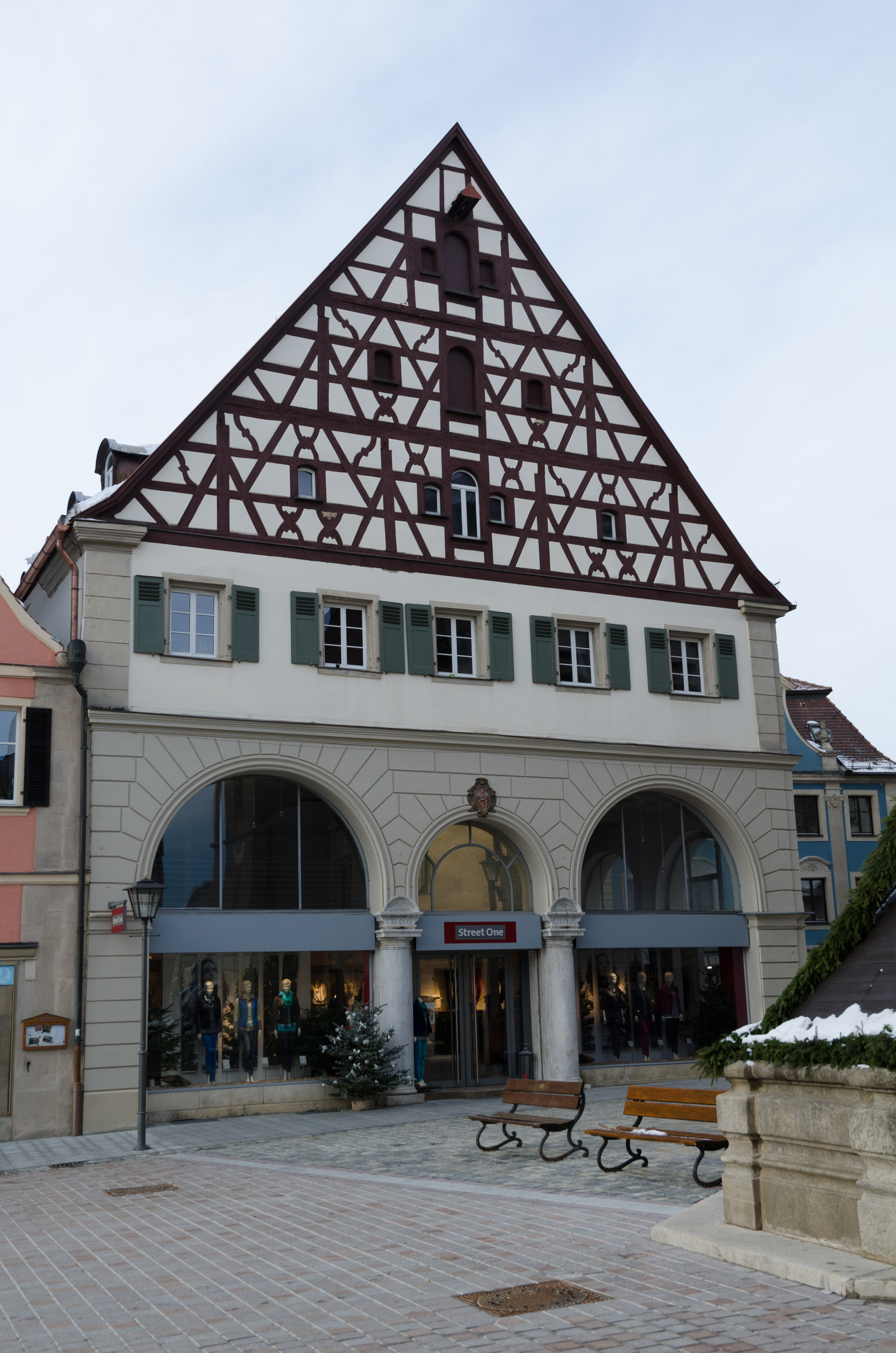
Das Haus Marktplatz 2 (2013)

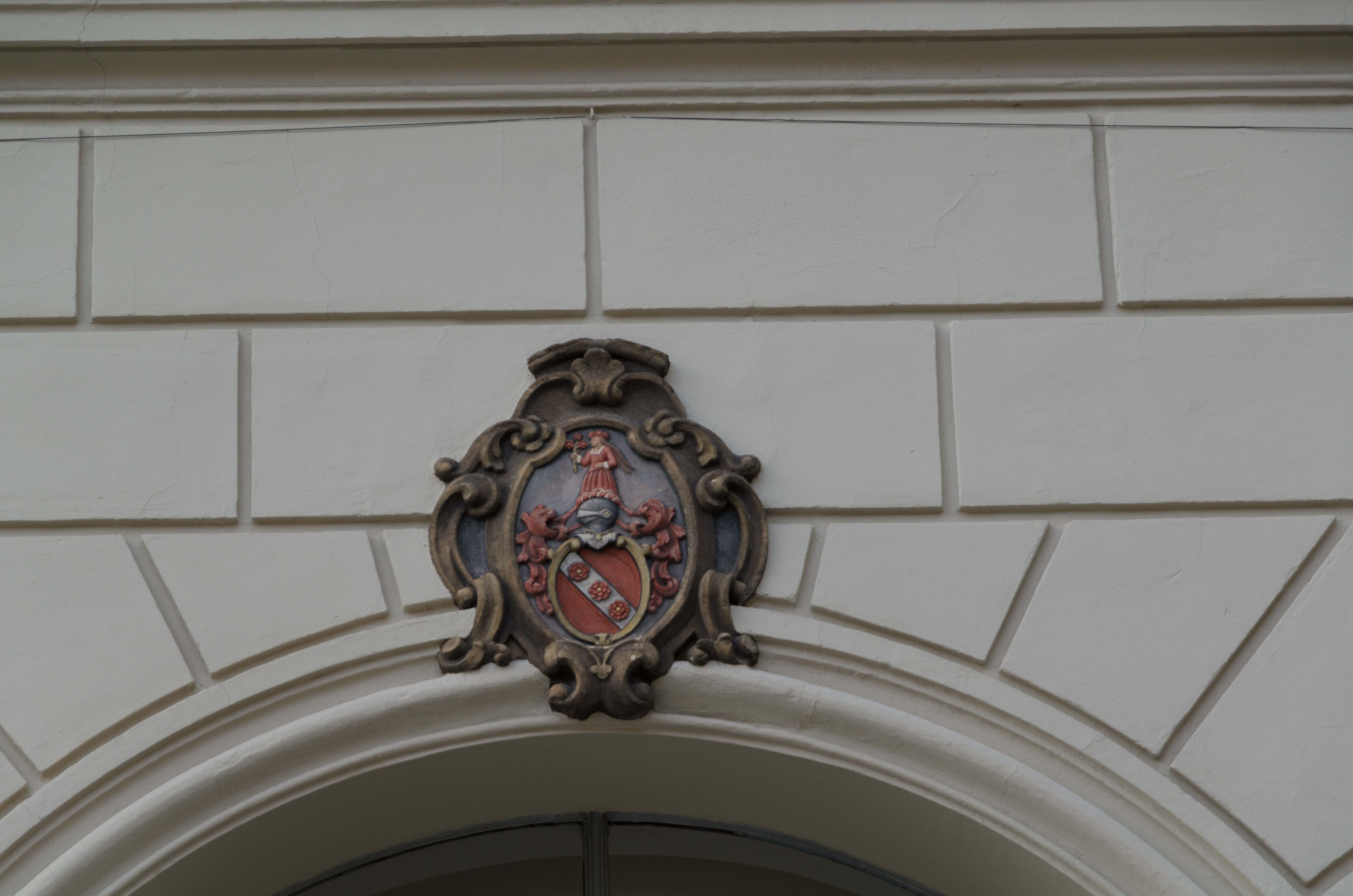
Wappen über dem Hauptportal

Das Haus Marktplatz 2 ist ein Bürgerhaus in Weißenburg in Bayern, einer Großen Kreisstadt im mittelfränkischen Landkreis Weißenburg-Gunzenhausen. Das repräsentative Gebäude ist unter der Denkmalnummer D-5-77-177-259	 als Baudenkmal in die Bayerische Denkmalliste eingetragen.
Das Eckhaus steht innerhalb der denkmalgeschützten Altstadt am nördlichen Ende des Weißenburger Marktplatzes am Übergang zur Rosenstraße und dem Platz Am Hof umrahmt von weiteren Baudenkmälern unweit des Alten Rathauses auf einer Höhe von 423 Metern über NHN. Das Gebäude ist ein dreigeschossiger Satteldachbau in Ecklage mit Fachwerkgiebel mit K-Streben und Andreaskreuz. Das Gebäude wurde 1685 errichtet, 1900 erfolgte ein Umbau zum Kaufhaus. Gegenwärtig befindet sich im Gebäude eine Filiale der Modekette StreetOne.